# موتور شهیدزرک گمشازرهی
موتور شهیدزرک گمشادزهی روستایی در دهستان ریگ ملک بخش ریگ ملک شهرستان میرجاوه استان سیستان و بلوچستان ایران است.

## جمعیت
بر پایه سرشماری عمومی نفوس و مسکن در سال ۱۳۹۵ جمعیت این مکان ۹۵ نفر (۲۸خانوار) بوده‌است.